# Théâtre gallo-romain de Vieux
Vous lisez un « article de qualité » labellisé en 2025.
Le théâtre gallo-romain de Vieux est un édifice pour les spectacles du site archéologique de Vieux-la-Romaine, l'antique Aregenua, située à environ 10 km au sud de Caen, dans le département français du Calvados, en Normandie.
Le site de Vieux a fait l'objet de fouilles archéologiques organisées depuis la fin du XVIIe siècle. C'est cependant dès la fin du XVIe siècle  que la célèbre base de statue connue sous le nom de marbre de Thorigny y est découverte. Les fouilles permettent de confirmer qu'il s'agit bien de la cité romaine d'Aregenua, capitale du peuple des Viducasses, fondée au Ier siècle et dont l'apogée est datable des IIe et IIIe siècles. Pendant cette période, la cité se dote d'une parure monumentale dont un édifice pour les spectacles, témoignage de l'adhésion des populations locales au mode de vie romain.
Le déclin de la cité est rapide, celle-ci perdant son statut de capitale administrative à une date inconnue antérieure au tout début du Ve siècle. Un processus de ruralisation à l'œuvre ne permet plus de distinguer l'ancienne cité des autres installations humaines de la plaine de Caen dès avant la fin de la dynastie mérovingienne.
Fouillé au milieu du XIXe siècle par la Société des antiquaires de Normandie, l'édifice est redécouvert lors de fouilles au début du XXIe siècle mais ces derniers travaux sont superficiels et ne renouvellent pas les apports du XIXe siècle, qui restent la base de notre connaissance de l'édifice. Bien que non visibles, les vestiges sont présents à très faible profondeur et une butte marque leur présence à très peu de distance du parking visiteurs du musée du site.

## Localisation

Plan simplifié d'Aregenua.

La commune actuelle de Vieux se trouve à environ 10 km au sud-ouest de Caen, à 20 km de la Manche, sur le versant de la rive nord de la Guigne, un affluent de l'Orne.
L'édifice de spectacles, au nord-ouest de la cité antique, sur « un coteau faiblement incliné vers le sud », se situe à 150 m du lieu-dit actuel « Le Jardin Poulain » et à l'est du château de la Palue. La zone correspond aux numéros 343 et 346 de la section B lors des fouilles du milieu du XIXe siècle. Le secteur est celui du faubourg nord-est de la ville antique selon Antoine Charma, mais aussi Dominique Bertin.
Dans le même secteur de la cité antique se situe la maison à la cour en U, demeure urbaine plus modeste que la très riche Maison au grand péristyle de Vieux-la-Romaine et qui a fait l'objet d'une présentation soignée à la suite de la fouille. La maison à la cour en U comporte à la fois un atelier et des boutiques en façade.

## Histoire

### Histoire ancienne du site

#### Cité des Viducasses
Aregenua, capitale des Viducasses, l'un des peuples de la Gaule lyonnaise, qui occupe l'actuelle plaine de Caen, est fondée au Ier siècle apr. J.-C.. Le territoire des Viducasses a été estimé à 2 300 km2. La présence du sanctuaire gaulois de Baron-sur-Odon est peut-être à l'origine du choix du site. Selon Dominique Bertin (1948-1986), historienne et archéologue, « l'assimilation des Viducasses à l'Empire a été assez lente ». La ville connaît un essor monumental important vers 120-140 avec en particulier un bâtiment public dans le « Champ des Crêtes » et peut-être le théâtre, avec en parallèle une augmentation de la qualité de l'habitat privé. La cité a pu bénéficier du privilège de l'immunitas qui la dispense d'un impôt foncier et du statut du droit latin, « statut privilégié » signe de la « réussite de la romanisation » selon Pascal Vipard, qui lui aurait donné « une place éminente » par rapport à d'autres communautés voisines.

Carte des cités et capitales romaines dans le nord-ouest de la France actuelle durant le Haut-Empire.

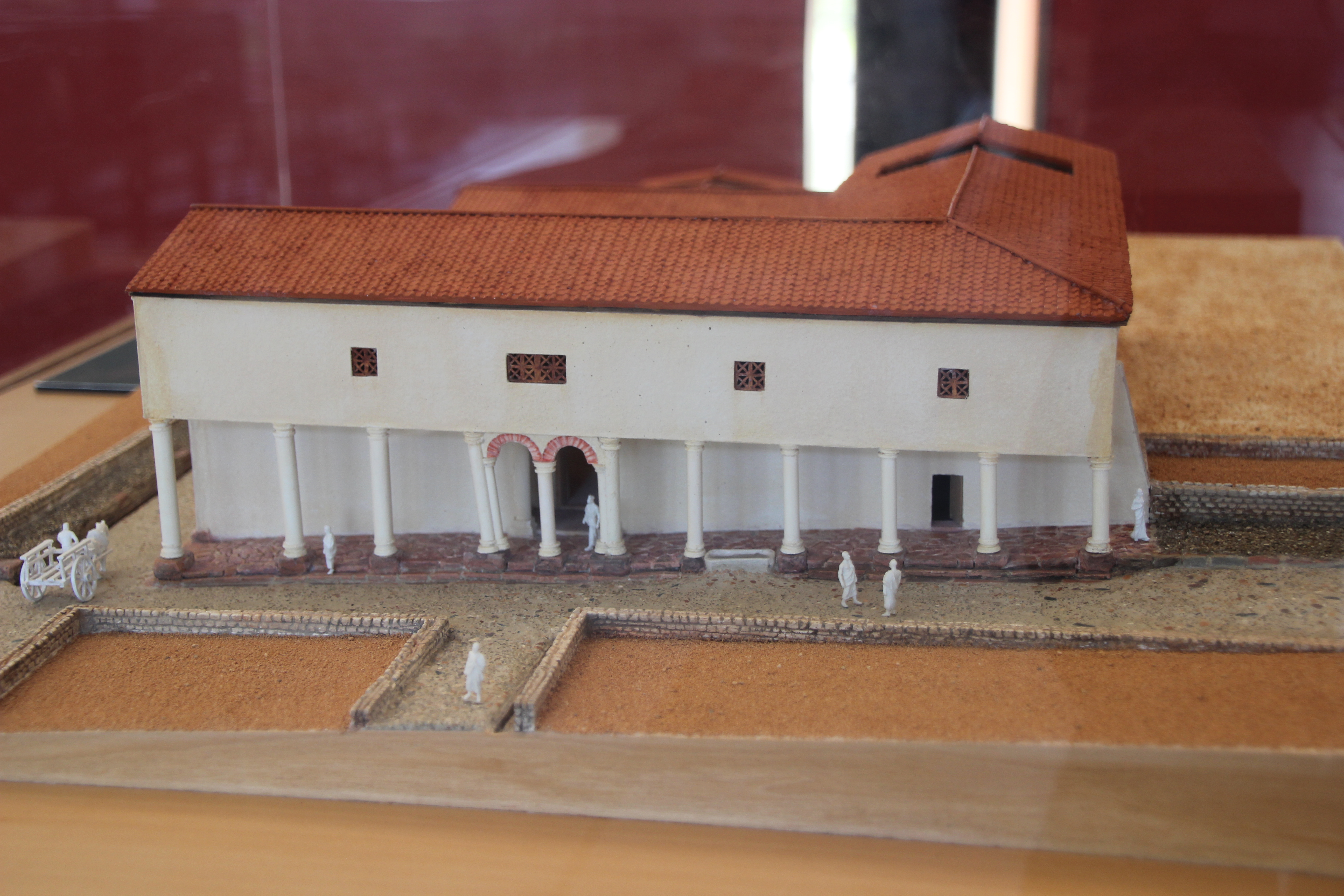
Maquette de la colonnade et de la galerie de façade de la Maison au grand péristyle, vue du nord.

La ville croît au IIe siècle avec le développement d'un faubourg. Après son apogée aux IIe et IIIe siècles et plus précisément sous la dynastie des Sévères, elle est très touchée par les troubles qui affectent l'Empire romain au IIIe siècle. L'apogée a pu être datée de la période allant des derniers Antonins aux Gordiens. L'habitat est principalement constitué de torchis et de bois, sauf les habitations plus luxueuses telles que la maison au grand péristyle.
Le déclin commence au début du IIIe siècle. Les constructions nouvelles s'arrêtent, en relation avec « un essoufflement financier » des élites locales et peut-être un déclin démographique. On constate la disparition des manifestations d'évergétisme de la classe dirigeante. Au IIIe siècle, le nom de la cité est désormais Civitas Viducassium selon l'inscription du Marbre de Thorigny découverte en 1588, référencée CIL XIII, 3162. La ville à son apogée couvre la superficie de 35 ha et sa population peut atteindre 5 000 habitants ou 6 000 habitants. T. Sennius Solemnis y a exercé des charges civiques et religieuses sur une vingtaine d'années entre 220 et 238, dont les missions de « délégué au Conseil des Gaules et grand-prêtre de Rome et d'Auguste ». La ville a livré une preuve du rattachement à l'éphémère Empire gaulois: un autel à Mars dédié entre 263 et 267.

Carte des cités au Bas-Empire.

Le secteur oriental de la cité n'a plus d'activité à la fin du IIIe siècle, en relation avec « une importante désorganisation ». Les quartiers périphériques ne sont plus restaurés. Un artisanat de tabletterie se maintient cependant, mais l'archéologie constate un niveau de vie plus modeste sur le site de la domus du Bas de Vieux au début du IVe siècle. Après les destructions, la cité se rétablit toutefois au début du IVe siècle avec un pouvoir local, mais ne se voit pas dotée d'un rempart, comme les sites de Jublains ou Corseul. Des travaux de voirie sont cependant réalisés dans la cité. Le « rétablissement » des années 289-325 correspond à un « rétablissement de la puissance de Rome dans l'Empire » accompagné d'une « sécurité relative ». La cité fusionne avec Bayeux et disparaît « administrativement » vers 400, Pascal Vipard évoquant une perte de ce statut au cours du IVe siècle mais une attestation administrative vers 400, la perte du statut étant peut-être liée selon lui aux réformes administratives de Dioclétien. L'événement peut être aussi datable de la création de la Lyonnaise seconde entre 364-388. La fusion est peut-être liée à une volonté d'« efficacité administrative ». L'absence de rempart pourrait être liée selon lui à cette transformation administrative. Bayeux devient par ailleurs un évêché.

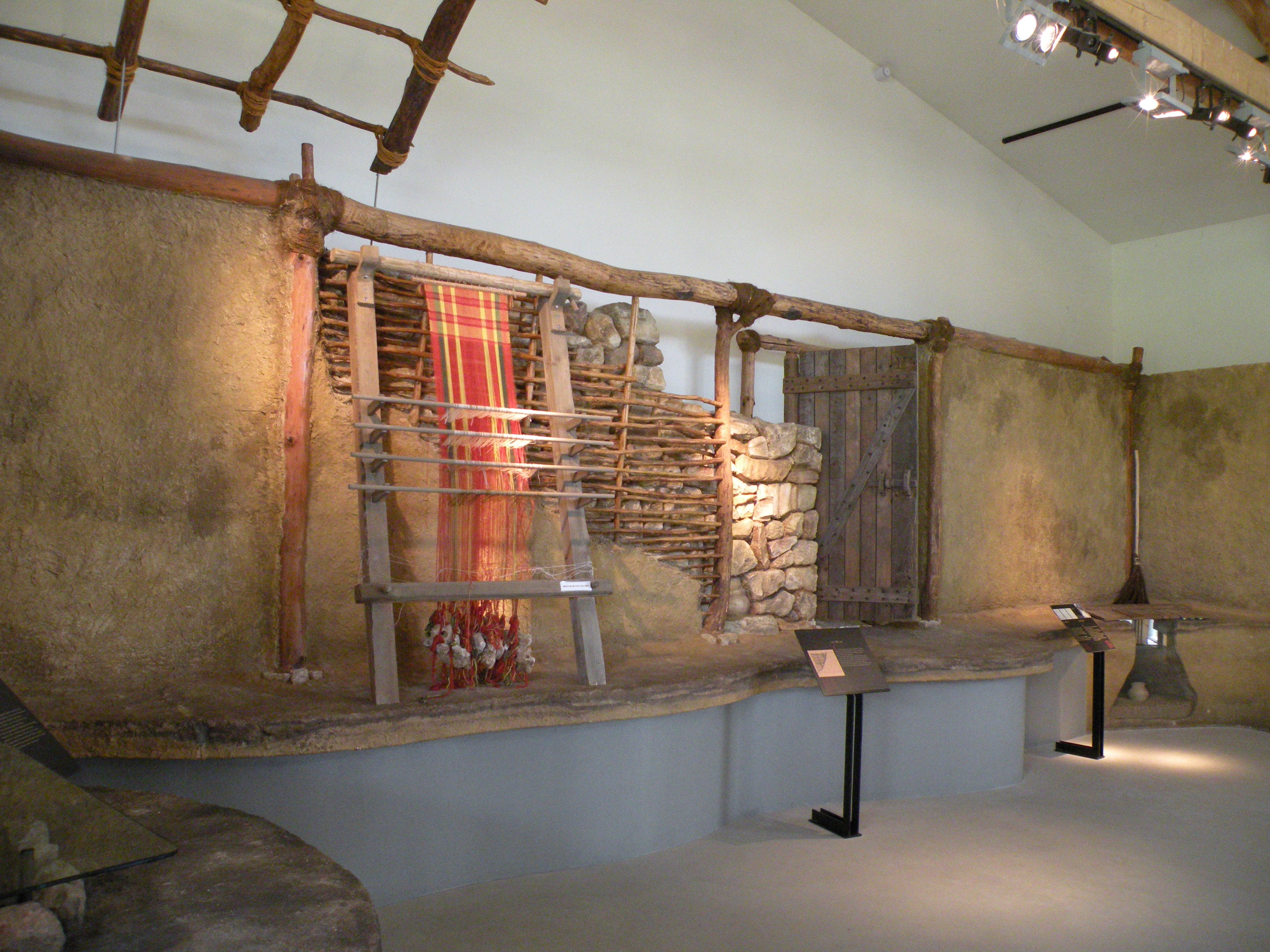
Reconstitution de la demeure d'époque carolingienne fouillée à Vieux au musée du site.

Même si le site de la ville reste occupé, une partie non négligeable de la population semble partir s'installer dans d'autres entités urbaines ou dans des domaines ruraux, la désertification du site au profit de Bayeux ou des domaines ruraux étant contrebalancée par une occupation aux VIe et VIIe siècles. Les nécropoles fouillées non loin de Vieux ont laissé apparaître une augmentation de la population, peut-être liée à l'abandon du site central. Le site reste toutefois un lieu de peuplement et le christianisme s'y installe aux Ve et VIe siècles, : il a en effet livré de rares témoignages épigraphiques paléochrétiens. À partir du XIIe siècle, le village est constitué autour de deux lieux de culte d'époque mérovingienne pour un total de trois églises créées aux VIIe – VIIIe siècles. Dès la fin du VIIe siècle, rien ne distingue le site de l'ancienne cité romaine des autres sites connus d'habitat rural de la région.

#### Histoire du quartier du théâtre

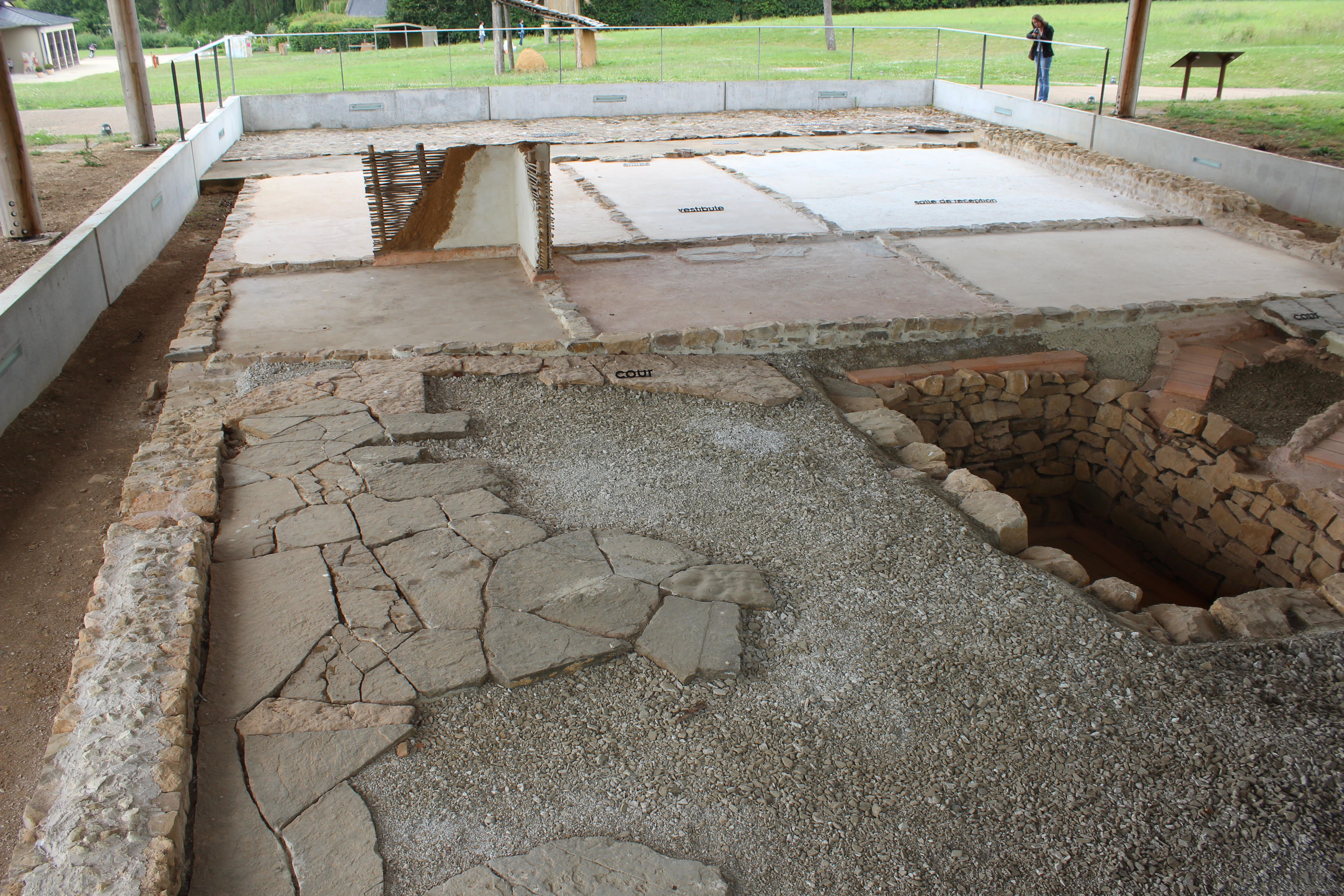
Maison à la cour en U, dans le quartier antique du théâtre.

Le quartier du théâtre reste mal connu au début du XXIe siècle. Le quartier périphérique de la cité est celui des artisans ; c'est également le lieu où ont été retrouvées les ruines du théâtre. Le secteur était surtout occupé par des bâtiments à pans de bois.
Un premier édifice de spectacles est bâti à la fin du Ier - début du IIe siècle,. Le théâtre est peut-être édifié lors de la phase de construction des années 120-140. Quelques dizaines d'années après, il est transformé en édifice à arène, afin de pouvoir accueillir des spectacles d'amphithéâtre. Un demi-cercle est ajouté à l'orchestra.

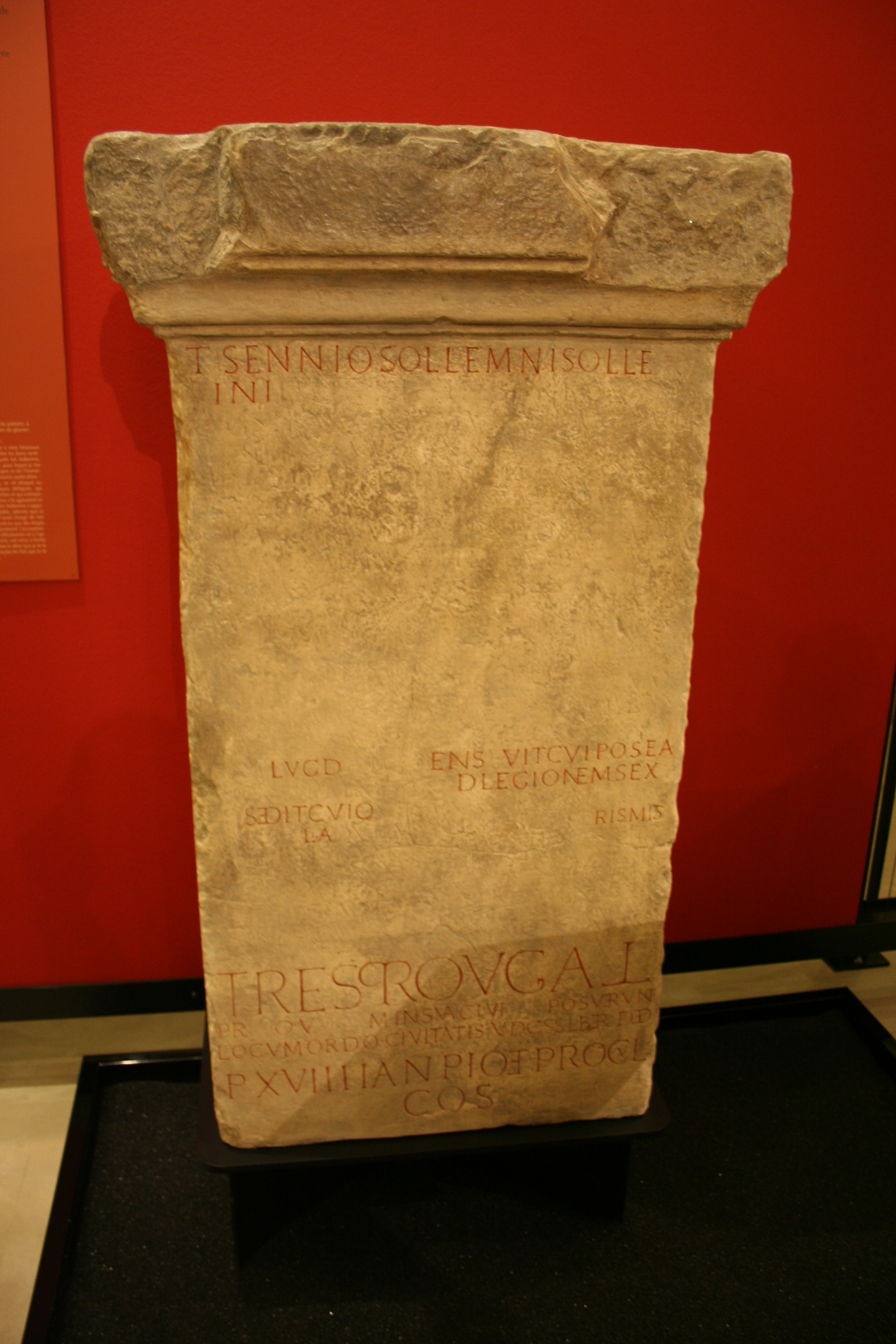
Copie du socle au musée archéologique de Vieux-la-Romaine.

Cette transformation a peut-être lieu au milieu ou à la fin du IIe siècle. Pascal Vipard évoque une transformation entre le deuxième et le dernier quart du IIe siècle. Cette transformation a fait disparaître la plupart des structures du premier théâtre. Le secteur de l'arène a peut-être été modifié, car un mur témoigne de transformations. Les transformations avaient peut-être comme objet de rendre le site capable d'accueillir des munera.
Le théâtre trouve un « irrécusable témoignage » dans la plus grande inscription découverte sur le site. Titus Sennius Solemnis prêtre de Diane, Mars et Mercure, mentionné sur la pierre dénommée marbre de Thorigny, a dépensé en l'année 238,  25 000 sesterces pour quatre jours de spectacles,. Des combats de gladiateurs sont évoqués pour Vieux, d'autres spectacles étant donnés à l'amphithéâtre des Trois Gaules. Antoine Charma en 1855 est très prudent sur la restitution de l'inscription.

#### Histoire du site depuis la fin de l'Antiquité
Le théâtre est abandonné à la fin du IIIe siècle, peut-être à la suite d'un incendie. Les fouilles ont livré du bois carbonisé à l'emplacement des gradins et également des clous. L'incendie a peut-être eu lieu après l'abandon de l'édifice.
Pascal Vipard estime à partir des découvertes numismatiques « une fréquentation probable à la fin du IIIe siècle » et note l'absence de monnaies au IVe siècle, si ce n'est une monnaie de Valentinien Ier.

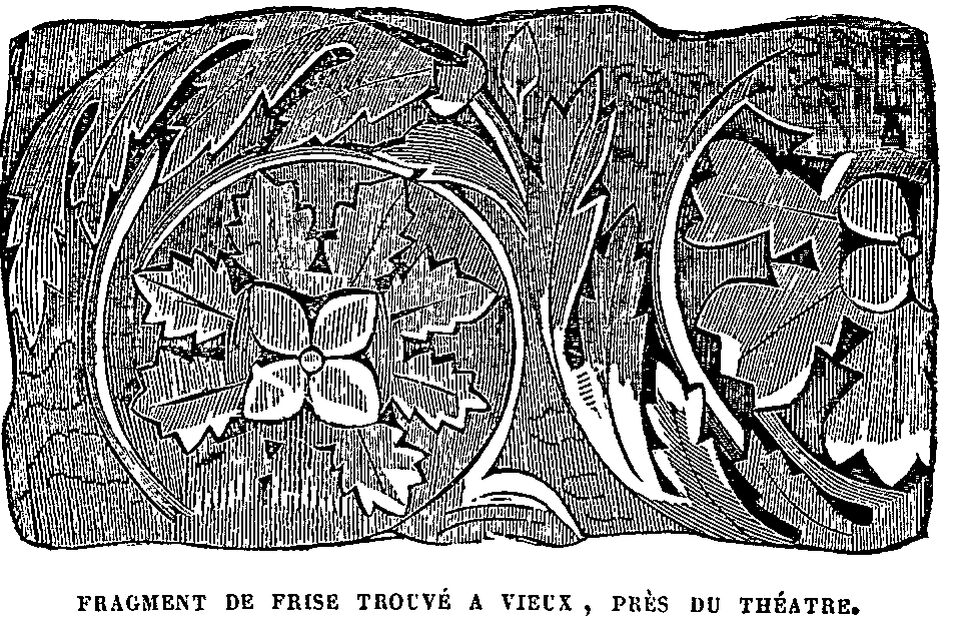
Fragment de frise du théâtre, gravure du milieu du XIXe siècle.

Les ruines sont alors utilisées comme source de matériaux, et un four à chaux est installé. Des éléments lapidaires à relier à l'édifice de spectacles, des fragments de frise taillés en sarcophage, sont retrouvés dans les fouilles de la nécropole d'époque franque du « Grand Champ » au XIXe siècle. Cette exploitation des ruines de décor du théâtre comme couvercle ou cuve de sarcophage est sans doute du VIIe siècle. Le décor de colonnes et d'entablement est en effet réutilisé dans la nécropole. Une borne milliaire de Constantin est également utilisée comme couvercle de sarcophage. À partir de cette époque a lieu la « disparition physique de la ville romaine ».
Le théâtre reste utilisé comme carrière aux VIIe et VIIIe siècles. Sept monnaies de billon d'époque médiévale sont trouvées par les fouilleurs. Les ruines de l'édifice restent cependant présentes dans le paysage durant une longue période.

### Redécouverte du site

Plan moderne de l'ensemble du site de Vieux-la-Romaine.

#### Découverte du théâtre auXIXesiècle
Le site archéologique de Vieux est fouillé dès 1702 par Nicolas-Joseph Foucault et Antoine Galland ; à cette époque, les thermes sud sont explorés. D'autres thermes de la cité sont fouillés vers les années 1730. Arcisse de Caumont pense vers 1840 que le théâtre était au sud-ouest de la ville, dans le site appelé « Champ des Crêtes ».
Le théâtre a été fouillé au XIXe, plus précisément en 1852-1854 par Antoine Charma de la Société des antiquaires de Normandie. La société savante effectue en tout trois fouilles importantes sur le site archéologique outre celles du théâtre, Arcisse de Caumont fouille les thermes du Champ des Crêtes en 1839-1841 et un autre édifice thermal est fouillé sur la même parcelle en 1859-1864.
La population avait remarqué la pauvreté de la végétation sur le site, et la Société des antiquaires de Normandie profite d'un changement de propriétaire pour négocier financièrement et « un peu cher » la possibilité d'y effectuer des recherches archéologiques. La société savante fondée par Arcisse de Caumont vote 100 francs de subvention pour ces recherches, puis une autre somme de 500 francs. La somme totale engagée par la société savante se monte selon Antoine Charma à 1 700 francs. La population locale, « nécessiteuse », est engagée sur ces chantiers. L'édifice est « assez bien décrit et observé pour l'époque » selon Christian Pilet.
Les vestiges dégagés sont enterrés après que les fouilles ont permis de lever un plan de l'édifice. Le site précis de l'édifice est oublié peu à peu, et sa localisation longtemps problématique. Le problème est lié à une mention vague du site précis par les inventeurs du site, « au lieu-dit Le Jardin Poulain, à l'est du manoir du chevalier de la Palue ».

#### Protection des vestiges et travaux depuis la fin duXXesiècle

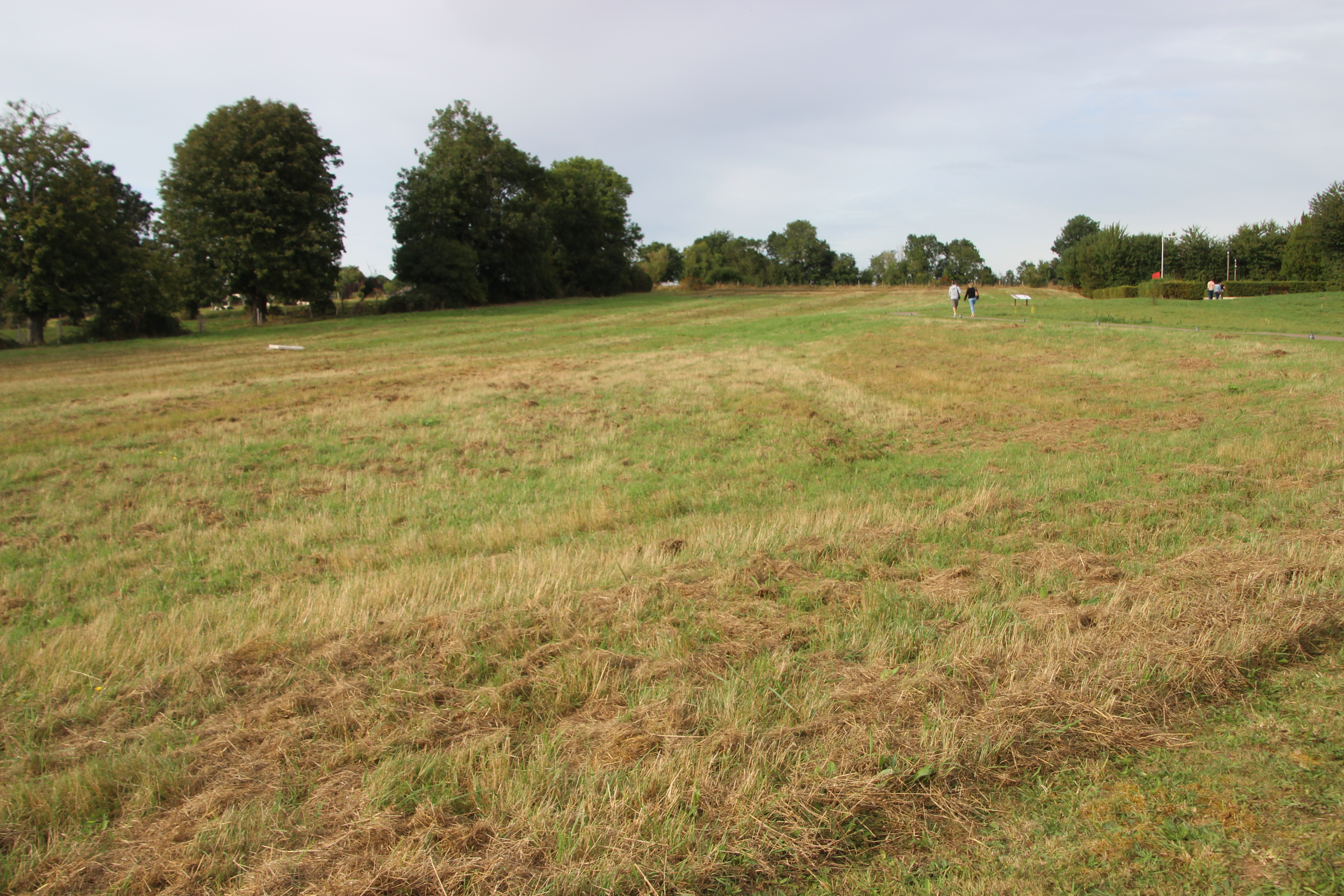
Site du théâtre en 2021 : il est situé précisément face au parking en haut à droite.

Une photographie aérienne est prise par l'I.G.N. en 1947. Une série de sondages réalisés dans le « Jardin Poulain » en 1972 ne permettent toutefois pas de le localiser « avec certitude ».
Une prospection magnétique réalisée par l'archéologue Christian Pilet en mars 1982 donne des indices de localisation,. Cette localisation est précisée après une fouille en 1995. La même année une carrière-cave utilisée comme dépotoir est mise au jour dans le secteur par Pascal Vipard. La fouille de cet élément a livré, outre des éléments de verrerie, près de 15 000 tessons de céramique de la fin du IIe siècle et de la première moitié du IIIe siècle. Les fondations de l'édifice sont retrouvées lors de fouilles au début du XXIe siècle.
Les ruines du théâtre gallo-romain bénéficient de deux types de protection : les vestiges contenus au lieu-dit du « Jardin Poulain » sont classés monument historique le 21 avril 1980, alors que ceux retrouvés au lieu-dit de « l'École » sont seulement inscrits le 6 février 1980.

## Description
| Image externe |                                            |
|               | Aquarelle représentant le théâtre de Vieux |

Deux étapes dans la construction de l'édifice ont été mises en évidence par les fouilleurs dont Antoine Charma. Il comprend « les éléments habituels du théâtre classique ». L'édifice est d'un « type fréquent en Gaule, monument mixte, soit théâtre à arène, soit amphithéâtre à scène ».

### Premier édifice
Le premier édifice reste mal connu car il a pratiquement disparu lors des aménagements ultérieurs.

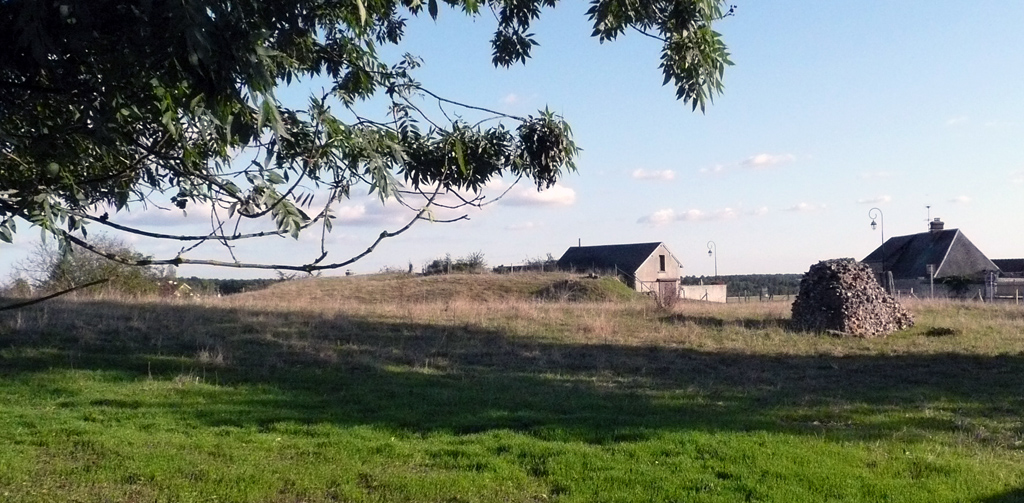
Cavea du théâtre de Gisacum, état actuel.

Les fouilles ont permis de mettre à jour le mur de façade et le postscaenium du premier théâtre. Le bâtiment identifié comme le bâtiment de scène mesurait 7,40 m de long et 2,80 m de large et les vestiges sont constitués de grès de May. Le plan de l'édifice, en arc de cercle outrepassé, est proche des édifices de Sanxay ou du Vieil-Evreux. Les gradins étaient en bois. La cavea du premier édifice avait un diamètre de 67 m. Il comportait une scène d'une superficie de 50 m2.

### Théâtre à arène
Le plan du second théâtre n'est pas connu intégralement du fait de fouilles anciennes et incomplètes : les circulations internes, les locaux de service ou l'angle sud-est ne sont pas connus. La scène est peut-être détruite et un mur du périmètre est agrandi vers l'extérieur de l'édifice. Celui-ci, dans sa seconde version, comporte des gradins et une arène de 610 m2. L'édifice était construit en bois pour les gradins, et également en calcaire et marbre de Vieux. Dominique Bertin évoquait en 1977 une superstructure de bois.
Les gradins étaient « certainement » en bois et orientés au sud. Les fouilleurs ont trouvé une quantité importante de bois carbonisé,. Christian Pilet émet l'hypothèse que le premier rang de gradins, destiné aux membres les plus éminents de la cité, était en pierre.
Le diamètre de la cavea est alors de 80 m, sur 67 m. L'édifice viducasse, loin des dimensions du théâtre de Lillebonne avec ses 148 m de diamètre, appartient à la catégorie d'édifices de taille moyenne comme à Valognes, Lyons-la-Forêt ou Saint-André-sur-Cailly. La cavea est un arc dissymétrique. Vingt contreforts ont été retrouvés,. La façade devait avoir une longueur entre 66 m et 70 m. Le mur de la cavea est irrégulier, avec une largeur allant de 0,65 m à 1,30 m. Les gradins dans le théâtre gallo-romain étaient partiellement soutenus par des voûtes car l'édifice tirait profit de la pente naturelle. À Vieux, les fouilles ont dévoilé à l'angle sud-est six exèdres semi-circulaires jouant ce rôle de soutien, comme à Augst, Fréjus ou Lutèce.
Le bâtiment de scène mesure 14 m avec une profondeur de 6 m à 7,50 m soit une surface de 50 m2. Michel Matter évoque une petite scène de 4 m sur 8,90 m.
L'arène est une « fausse ellipse » mesurant 29 m ou 31 m sur 25 m pour une surface d'environ 610 m2. Cette forme lui donne un « aspect irrégulier ». Michel Matter donne à l'arène une taille de 35 m sur 30 m.
Une galerie de circulation large de 3 m à 3,50 m entourait le théâtre. Elle comporte deux couloirs larges de 3,10 m pour l'un situé à l'est et 3,80 m pour l'autre situé à l'ouest.
L'estimation de la contenance de l'édifice a varié depuis le XIXe siècle. Les premiers fouilleurs, dont Antoine Charma, l'estiment à 3 500 places, ou 3 550 places. Christian Pilet reprend cette capacité d'accueil. Le théâtre contenait 6 000 places assises. La capacité de l'édifice est estimée en 2021 entre 5 700 et 7 600 personnes suivant une nouvelle méthode de calcul.

## Interprétation

### Spécificités du théâtre gallo-romain
La particularité d'édifices comportant des éléments du théâtre et de l'amphithéâtre est relevée dès les XVIIIe siècle et XIXe siècle. Le théâtre gallo-romain est un « édifice mixte » pouvant abriter tant les spectacles théâtraux que les jeux d'amphithéâtre. Aucun édifice de ce type n'est présent en Gaule Narbonnaise. Les théâtres de ce type étaient associés aux sanctuaires. Les édifices sont construits entre la fin du Ier siècle et le milieu du IIe siècle.
La forme du théâtre gallo-romain a été définie par François Dumasy au milieu des années 1970, même si des essais ultérieurs de typologie ont permis de préciser son évolution. Le corpus des édifices connus est hétérogène ; une soixantaine d'édifices sont connus au début des années 1980 dans l'espace de la Gaule lyonnaise et seulement un quart est connu par des études parfois anciennes. Le concept n'est pas clair dans ses « caractéristiques géographiques, architecturales et fonctionnelles ».
La Gaule connaît selon Élisabeth Deniaux « l'invention d'un nouvel espace théâtral » : l'édifice, très coûteux, est « un monument de prestige, une construction ostentatoire ». Les matériaux et la main d’œuvre nécessaires sont très importants. Il prend appui sur les collines. Jean-Claude Golvin relève l'« architecture relativement économique » du théâtre gallo-romain, tandis que Michel Matter évoque « une simplicité dans les moyens employés » et « une rusticité dans la réalisation ». L'usage du bois a entraîné une problématique de conservation des vestiges. Les édifices théâtraux, même dans les petites communautés, sont rarement de taille modeste.
Les théâtres témoignent de la romanisation de la Gaule et de l'adaptation au contexte local, la création d'une arène étant liée au financement et « aux désirs propres à chacune des communautés concernées ». Les sources écrites sont très rares, l'archéologie constitue à peu près la seule source pour les étudier. Le théâtre est lié à des fêtes religieuses et les édifices revêtent une autre dimension que celle d'un simple lieu de loisirs. Une soixantaine de théâtres sont connus dans l'espace de la Gaule chevelue.

### Édifices de spectacles dans l'espace de la future Normandie
Le théâtre est essentiel dans la Rome antique et dans l'espace de la Normandie actuelle, tous les membres de la société pouvaient assister aux spectacles. Ceux-ci étaient variés et appréciés de l'ensemble de la population. Les cités possédaient plusieurs édifices, et les théâtres en particulier étaient présents partout, comme « lieu indispensable pour accueillir la foule ».
Les théâtres servaient de décor à des tragédies, comédies, mimes et pantomimes ; les amphithéâtres étaient le siège des combats de gladiateurs ou de chasses. Les courses de chars étaient également populaires mais aucun cirque, lieu habituel de ce type de spectacles, n'a été retrouvé dans la Normandie actuelle. Les représentations de jeux de gladiature sont connues notamment par une statuette en provenance de Lillebonne et conservée au musée des antiquités de Rouen ; un bol trouvé à Trouville-en-Caux présente pour sa part une course de chars. Ces objets sont issus du « commerce de longue distance ». Les spectacles donnés dans les théâtres gallo-romains n'étaient pas les mêmes que ceux donnés dans les plus grands édifices, ils pouvaient en être « une version réduite ou adaptée » ou bien différents.
Les spectacles avaient lieu les après-midi, la population pouvant ausdi se rendre dans les boutiques ou dans les ateliers artisanaux présents dans le quartier. Les spectateurs étaient installés sur des gradins dans la cavea, les meilleures places proches de la scène étaient réservées aux notables.
Les édifices de spectacles étaient le lieu de manifestations d'évergétisme tant pour l'organisation de spectacles que pour les travaux de construction ou de rénovation ; ces initiatives étaient « source de prestige ». Les édifices de spectacles devaient également contribuer à la romanisation des campagnes gauloises. Le théâtre est un des éléments de diffusion de cette romanisation. Les édifices permettaient de tisser un lien entre élites locales, population et pouvoir. Les amphithéâtres ont été préférés dans les capitales des cités alors que les agglomérations secondaires semblent avoir préféré les théâtres qui sont adaptés dans un second temps en théâtres à arène. « Un monument polyvalent évitait de construire un nouvel édifice onéreux. »

### Spécificités du théâtre de Vieux
L'édifice situé à Vieux est original : il est en effet le seul à avoir une arène complète et une scène. Le théâtre semble mettre en avant les spectacles d'amphithéâtre par rapport à la scène destinée aux spectacles de théâtre. Pascal Vipard signale que « rien n'interdit de supposer l'existence d'une scène en bois amovible ». La scène identifiée est très petite avec une superficie de 35 m2 et distante de 30 m des premiers gradins et de presque le double du sommet de la cavea.

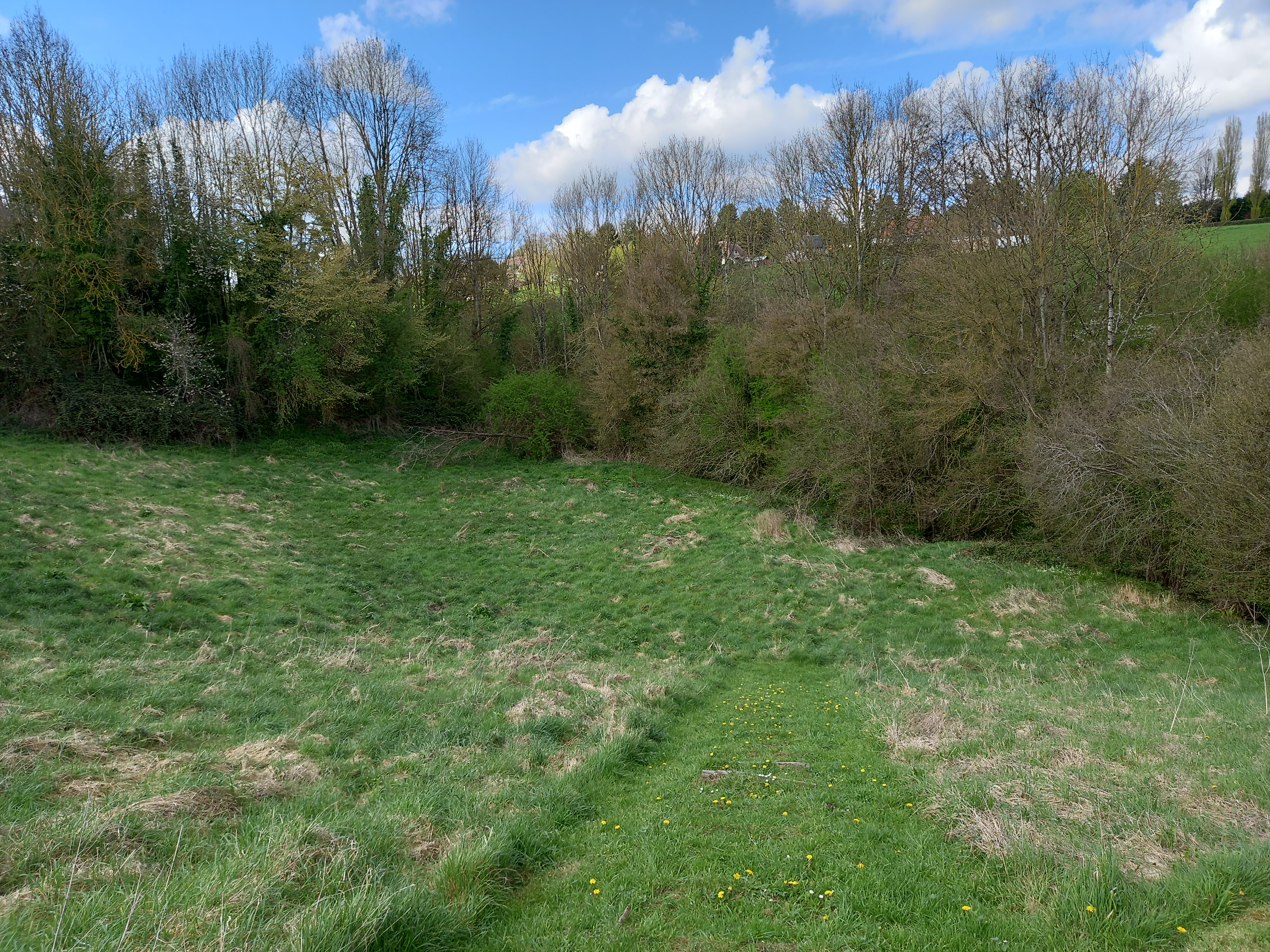
La cavea descendant vers l'orchestra du théâtre de Lisieux en 2022.

Contrairement à d'autres édifices similaires, le théâtre de Vieux a subi « un profond remaniement de l'ensemble de l'édifice » et non une simple adaptation. Le théâtre de Vieux, dans sa seconde phase, tout comme celui de Lillebonne, constituerait un avatar des arènes de Lutèce dans lesquelles les « qualités acoustiques et visuelles requises » comptent peu face au respect des constructions classiques. La forme irrégulière de la cavea témoigne des moyens modiques et de la réalisation confiée à des constructeurs moins habiles. Le plan du théâtre de Vieux se rapproche de celui de Lillebonne, avec une « aire plane elliptique ». Il « rappelle étonnamment » celui de Lisieux d'après Pierre Jeanjean.

#### Ouvrages généraux ou sur d'autres sites
- Florence Delacampagne, Carte archéologique de la Gaule, 14. Le Calvados, Paris, Éd. de la Maison des sciences de l'homme, 1990, 166 p. (ISBN 2-87754-011-1).
- Elisabeth Deniaux, Claude Lorren, Pierre Bauduin et Thomas Jarry, La Normandie avant les Normands, de la conquête romaine à l'arrivée des Vikings, Rennes, Ouest-France, 2002. .
- Filipe Ferreira, « Les édifices de spectacle à arène dans le nord-ouest des Gaules », Aremorica. Études sur l'ouest de la Gaule romaine, no 8,‎ 2017, p. 57-71 (lire en ligne, consulté le 4 septembre 2024).
- Jean-Claude Golvin, Le théâtre romain et ses spectacles, Lacapelle-Marival, Archéologie nouvelle, 2013, 153 p. (ISBN 979-10-91458-06-1). .
- Claude Groud-Coudray, La Normandie gallo-romaine, Cully, OREP éditions, 2007, 31 p. (ISBN 978-2-915762-18-1).
- Pierre Jeanjean, « Le théâtre romain de Lisieux », Le Pays d'Auge, vol. février, no 2,‎ 1971, p. 22-26. .
- Michel Matter, « Théâtres-amphithéâtres et théâtres ruraux », Dossiers Histoire et Archéologie, no 134,‎ 1989, p. 46-49
- Michel Matter, « Particularités architecturales des édifices de spectacles en Gaule Lyonnaise », Spectacula 2. Le théâtre antique et ses spectacles. Actes du colloque tenu au Musée archéologique Henri Prades de Lattes les 27, 28, 29 et 30 avril 1989,‎ 1992, p. 29-36 (lire en ligne, consulté le 4 septembre 2024).
- (en) Frank Sear, Roman theatres : An architectural study, Oxford, Oxford University Press, 2006, 609 p. (ISBN 978-0-19-814469-4, lire en ligne).

#### Ouvrages sur le site archéologique de Vieux ou sur l'édifice
- Dominique Bertin, « La topographie de Vieux - Araegenuae (Calvados), capitale de la cité des Viducasses, d'après les fouilles anciennes et les sondages récents », Annales de Normandie, nos 27-2,‎ 1977, p. 131-150 (lire en ligne, consulté le 4 septembre 2024).
- Arcisse de Caumont, « [sans titre] », Bulletin monumental, no XX,‎ 1854, p. 548-556 (lire en ligne sur Gallica, consulté le 23 août 2024).
- Antoine Charma, « Rapport sur les fouilles pratiquées au village de Vieux près Caen (Calvados) pendant les années 1852, 1853 et 1854 », Mémoires de la société des antiquaires de Normandie, no XX,‎ 1855, p. 458-485 (lire en ligne).
- Éric Delaval, « Vieux / Aregenua (Calvados) », dans Capitales éphémères. Des capitales de cités perdent leur statut dans l’Antiquité tardive, Actes du colloque Tours 6-8 mars 2003, 2004, 497-500 p. (lire en ligne).
- Éric Delaval, « Vieux, antique Aregenua : actualité de la recherche », Revue archéologique, no 1,‎ 2006, p. 215-220 (lire en ligne, consulté le 15 août 2024)
- Mélanie Demarest, Aurore Lacroix et Marc-Antoine Thierry, « Un dépotoir du IIIe siècle apr. J.-C. dans le quartier du théâtre à Vieux (Calvados) », Aremorica. Études sur l'ouest de la Gaule romaine, no 9,‎ 2018, p. 39-70 (lire en ligne, consulté le 4 septembre 2024).
- Vincent Hincker, « De la ville antique au village médiéval. Déclin de la capitale de la cité des Viducasses, Vieux (Calvados) du IVe siècle siècle à l'an Mil », Annales de Normandie, nos 57-1-2,‎ 2007, p. 3-26 (lire en ligne, consulté le 4 septembre 2024).
- Karine Jardel, Jean-Yves Lelièvre et Sidonie Rican, Vieux-la-Romaine Aregenua, Bayeux, OREP éditions, 2021, 64 p. (ISBN 978-2-8151-0620-7).
- Karine Jardel, Sophie Quévillon, Cécile Germain-Vallée, Laurence Jeanne, Laurent Paez-Rézendé et Grégory Schütz, « Le sous-sol des villes antiques de Basse-Normandie exploré par la géophysique : les exemples de Bayeux (14), Fontaine-les-Bassets (61), Valognes (50) et Vieux (14) », Aremorica. Études sur l'ouest de la Gaule romaine, no 7,‎ 2015, p. 7-35 (lire en ligne, consulté le 4 septembre 2024).
- Christian Pilet, « Vieux antique (Araegenuae, Viducasses) », Revue archéologique de l'Ouest, nos 1984-1,‎ 1984, p. 63-84 (lire en ligne).
- Service archéologie du département du Calvados, « Vieux-la-Romaine, nouvelles découvertes et reconstitutions », Archéologia, t. 535,‎ 2015, p. 62-67.
- Pascal Vipard, La cité d'Aregenua (Vieux, Calvados) ; chef-lieu des Viducasses. état des connaissances, Château-Gonthier, 2002 (ISBN 9782913993051).
- Pascal Vipard, La maison du « Bas de Vieux » une riche habitation romaine du quartier des thermes d'Aregenua (Vieux, Calvados), Caen, 1998, 125 p. (ISBN 2950649610).
- Pascal Vipard, « Un exemple d'échec urbain en Gaule Lyonnaise : Aregenua, chef-lieu des Viducasses (Vieux, Calvados) », dans Pierre Bouet et François Neveux, Les villes normandes au Moyen Âge (Actes du colloque de Cerisy-la-Salle (9-12 octobre 2003)), Caen, Presses universitaires de Caen, série « Symposia », 2006, 392 p. (lire en ligne), p. 29-44. .